# 1869 в Україні

## Пам'ятні дати та ювілеї
- 925 з часу початку походу київського князя Ігора І Рюриковича на Константинополь та укладення Русько-візантійського мирного договору з імператором Романом I Лакапіном у 944 році за яким руським купцям дозволялось безмитно торгувати в Царгороді за зобов'язання захисту візантійських володінь у Криму;
- 900 років з часу початку другого Балканського походу київського князя Святослава у 969 році.
- 850 років з початку правління Ярослава Мудрого, Великого князя Київської  Русі у 1019 році.
- 775 років з часу у 1094 році:
  - захоплення Олегом Святославичем з підтримкою половців Чернігова. Він розплатився зі своїми половецькими союзниками, віддавши їм Тмутороканське князівство, яке надалі в літописах не згадується.
- укладення миру Великим князем київським Святополком II Ізяславичем миру з половцями. Він узяв у дружини дочку Тугоркана, хана половецького;
- 725 років з часу у 1144 році:
  - створення Галицького князівства та перенесення князем Володимирком столиці до Галича. У місті спалахнуло повстання проти його правління, яке Володимирко придушив.
  - створення Галицького (Крилоського) Євангелія — однієї з найдавніших книжних пам'яток Київської Русі;
- 700 років з часу захоплення й розорення Києва об'єднаним військом 12 руських князів, очолюваним Андрієм Боголюбським у 1169 році.
- 675 років з часу переходу київського престолу перейшов до Рюрика Ростиславича після смерті Святослава Всеволодовича у 1194 році.;
- 625 років з часу перемоги Данила Галицького біля Мостищ над військом Ростислава Михайловича, претендента на галицький престол у 1244 році.
- 600 років з часу початку правління князя Володимира Васильковича (сина Василька Романовича, брата Данила Галицького) на Волині у 1269 році.
- 425 років з часу надання Магдебурзького права місту Житомиру у 1444 році.
- 400 років з часу надання Магдебурзького права місту Бібрці у 1469 році.
- 300 років з часу у 1569 році:
  - укладення Люблінської унії;
  - надання Магдебурзького права місту Яворову.
- 275 років з часу у 1594 році:
  - початку повстання під проводом Северина Наливайка;
  - вперше за свою історію Військо Запорозьке стало повноправним учасником міжнародної коаліції, уклавши договір із «Священною лігою» щодо спільної боротьби проти Османської імперії;
  - закладення замку у місті Жовква.
- 250 років з часу у 1619 році:
  - виходу «Граматики» Мелетія Смотрицького — першого повного видання церковнослов'янської  мови в українській редакції;
  - заснування Спасо-Преображенського Мгарського монастиря;
  - укладення Роставицької польсько-козацької угоди, за якою реєстр обмежувався трьома тисячами козаків і встановлювалася заборона їх походів до турецьких володінь;
  - першої відомої постановки українських інтермедій у містечку Кам'янка Струмилова на ярмарку;
  - офіційного визнання короля Луцького братства з наданням привілею на будівництво церкви і притулку;
  - морського походу козаків під рукою Якова Бородавки-Нероди на Тягиню.
- 225 років з часу у 1644 році:
  - Охматівської битви в якій Великий коронний гетьман Станіслав Конєцпольський а також князь Ярема Вишневецький розбили переважаючі сили татар Тугай-бея. Рештки втікачів розбив комісар Війська Запорозького Миколай Зацвіліховський біля річки Синюхи (нині Черкаська область);
- 200 років з часу у 1669 році:
  - поділу України на два гетьманства: на Правобережжі гетьманом під османським протекторатом залишився Петро Дорошенко, на Лівобережжі — гетьманом під московським протекторатом проголошено Дем'яна Многогрішного;
  - укладення новообраним лівобережним гетьманом Дем'яном Многогрішним україно-московської угоди — Глухівських статей (16 березня);
  - проголошення альтернативним гетьманом Правобережжя під польським протекторатом Михайла Ханенка;
  - обрання Кошовим отаманом Січі Лукаша Мартиновича.
- 175 років з часу у 1694 році:
  - обрання Кошовим отаманом Війська Запорізького Івана Шарпила, а потім Петра Приму.
- 150 років з часу у 1719 році:
  - створення Київської губернії у складі Київської, Орловської, Бєлгородської і Свевської провінцій. До Київської провінції входила Гетьманщина[1].
  - заснування на Слобожанщині Глушківської (Путивльської) суконної мануфактури — однієї з перших в Україні фабрик.[2]
- 100 років з часу укладення Григорієм Сковородою збірника «Басні Харьковскія» у 1769 році.
- 75 років з часу у 1794 році:
- селищу Хаджибей указом Катерини II надано статус міста (2 вересня), яке в 1795 р. було перейменовано в Одесу;
- 50 років з часу у 1819 році:
  - прем'єри п'єси Івана Котляревського «Наталка Полтавка» на сцені полтавського театру;
  - організації в Полтаві Василем Лукашевичем Малоросійського таємного товариства;
  - повстання військових поселенців у Чугуєві;
  - закриття в Полтаві масонської ложі «Любов до істини»;
  - заснування Інституту проблем ендокринної патології імені В. Я. Данилевського Національної академії медичних наук України;
- 25 років з часу заснування «Інституту музики» Галицького музичного товариства (нині — Львівська Національна музична академія імені М. В. Лисенка) у 1844 році.

### Видатних особистостей

#### Народились
- 125 років з дня народження у 1744 році Данила Самійловича Самойловича (Сушковського), український медик, засновник епідеміологічної служби в Росії, фундатор першого в Україні наукового медичного товариства;
- 100 років з дня народження у 1769 році Івана Петровича Котляревського (1769—1838), письменника, поета, драматурга, громадського діяча, основоположника сучасної української літератури;
- 50 років з дня народження у 1819 році:
  - Пантелеймона Олександровича Куліша (1819—1897), українського письменника, фольклориста, етнографа, мовознавця, перекладача, критика, редактора та видавця.
  - Григорія Павловича Ґалаґана (1819—1888), громадського діяча, мецената, великий поміщик на Полтавщині і Чернігівщині, представник відомого старшинсько-дворянського роду Ґалаґанів;
  - Ніколи Артемовича Терещенка, українського підприємця та благодійника, старшого сина засновника династії Терещенків Артемія Яковича Терещенка, почесного громадянина міста Києва.
- 25 років з дня народження у 1844 році:
  - Миколи Івановича Мурашка, український художник і педагог;
  - Іллі Юхимовичі Рєпіні, український художник;

#### Померли
- 375 років з дня смерті у 1494 році:
  - Юрія Михайловича Донат-Котермака, український філософ, астроном, уродженець міста Дрогобич, в 1481—1482 роках ректор Болоньського університету, в 1487—1494 роках професор Ягеллонського університету в Кракові, викладач Миколи Коперника;
- 175 років з дня смерті у 1694 році:
  - Юрія-Франца Кульчицького, запорізький військовий, герой оборони Відня (1683); увійшов в історію також як засновник однієї з перших у Відні кав'ярні (1686).
- 100 років з дня смерті у 1769 році:
  - Максима Ієвлевича Залізняка, козацький гетьман, керівник гайдамацького повстання (1768–69 рр.), відомого під назвою Коліївщина.
- 75 років з дня смерті у 1794 році:
  - Григорія Савича Сковороди, найвидатніший український просвітитель-гуманіст, філософ, поет, педагог.

## Події
- 18 квітня — положенням Комітету міністрів, дозволено великобританському підданому Джону Юзу утворити товариство, із складовим капіталом в 300 тисяч фунтів стерлінгів, для розробки кам'яного вугілля на південному-сході України (в Катеринославській губернії біля Олександрівки, Стіли або Новотроїцька), будівництво в тій же місцевості чавуноливарного і залізоробного заводів, збудування рейкового і механічного заводів;
- проведення шкільної реформи на західноукраїнських землях: початкові школи вийшли з-під опіки Церкви й були підпорядковані світській владі. Запроваджувалось обов'язкове навчання для дітей віком від 6 до 14 років. Розширено мережу навчальних закладів, що давали вищу освіту.
- запровадження парових машин на нафтових промислах Галичини для буріння нафтових свердловин.
- 6 липня — прибув перший поїзд до Харкова з Курська.
- на Грудецькому цукрозаводі в Подільській губернії.

## Особи

### Призначено, звільнено
- Українського історика Миколу Івановича Костомарова призначено почесним членом Сербського наукового товариства;
- Український фольклорист, поет, громадський діяч, автор тексту Державного гімну України Павло Платонович Чубинський очолив етнографічно-статистичну експедицію Російського географічного товариства в Південно-Західний край. Також З 1869 по 1871 роки він упорядкував і відредагував сім томів «Трудів етнографічно-статистичної експедиції».

### Народились
- Іван Труш (1869—1941) — український художник, мистецтвознавець, видавець
- Олена Кисілевська (1869—1956) — громадська та політична діячка, письменниця, перекладачка, активістка жіночого руху в Західній Україні;
- Федір Матушевський (1869—1919) — публіцист, дипломат, громадський та політичний діяч;
- Мирон Омелянович Тарнавський (1869—1938) — український полководець, генерал-четар УГА та її Начального вождя (команданта, головнокомандувача).
- Людмила Михайлівна Старицька-Черняхівська (1869—1941) — авторка історичних романів і п'єс, перекладачка;
- Федір Прохорович Левитський (Левицький; 1869— після 1926) — український оперний і камерний співак (бас), музичний критик, педагог;
- Микола Ганкевич (1869—1931) — український політик, провідний галицький марксист, ідеолог «австромарксизму», засновник і перший голова УСДП (1899—1914);
- Михайло Петрович Косач (псевдонім Михайло Обачний; 1869—1903) — український вчений-метеоролог та письменник, брат Лесі Українки і Ольги Косач-Кривинюк, автор ряду оповідань, друкованих в періодиці.
- Климентій Шептицький (1869—1951) — церковний та громадський діяч, політв'язень радянського режиму;
- Олександр Якович Ющенко (1869—1936) — радянський вчений, психіатр, педагог, громадський діяч, дійсний член АН УРСР;

### Померли
- 2 березня — Рутенберг Василь Карлович — український педагог, колезький секретар, капітан (народився 1807 року);
- Забіла Віктор Миколайович — український поет-романтик (народився 1808 року);
- Карпенко Григорій Данилович — український письменник, актор (народився 1820 року);

## Засновані, створені
- 12 липня — станція Підзамче на лінії Львів — Броди;
- 30 серпня — відкрито рух пасажирських і товарних потягів між станцією Курськ і тимчасовий станцією Дніпро (Кухмистерська слобода) на Курсько-Харківсько-Азовській залізниці;
- культурно-просвітнє товариство «Руська бесіда» в Чернівцях, яке перебувало спочатку в руках москвофілів, з 1884 року перейшло до народовців;
- перша українська політична організація — Руське товариство, але, перебуваючи під контролем москвофілів, не виявляла активності.
- в Ужгороді став до ладу перший на Закарпатті паровий деревопильний завод.
- для поширення освіти серед народу професором Харківського університету Миколою Бекетовим засновано Харківське товариство грамотності. Серед активних діячів — відомі вчені Д.Багалій, М.Сумцов, В.Данилевський, О.Єфименко тощо. Налічувало близько 800 членів.
- у Харкові відкрита приватна рисувальна школа Марії Раєвської-Іванової.
- Первомайський (місто)
- Ольгине (Високопільський район)

## Зникли, скасовані
- розформовано Галицько-Руську Матицю, яка діяла протягом 1864—1869 років.

## Видання, твори
- «Записки причетника» (1869—1870 рр.) Марко Вовчок;
- «Помирились» Марка Кропивницького.